# Hugo Ekitiké
Hugo Ekitiké, född den 20 juni 2002 i Reims, är en fransk fotbollsspelare som spelar för Liverpool.
Hugo Ekitiké inledde sin seniorkarriär i Reims, varifrån han lånades ut till Vejle och till PSG. 2023 värvades han av PSG och 2024 kontrakterades han av Eintracht Frankfurt. 2025 värvades han av Liverpool. Han har även representerat det franska landslaget på U20- och U21-nivå.